# Saison 2002 de l'ATP
Cet article traite de la saison 2002 masculine. Pour la saison 2002 féminine, voir Saison 2002 de la WTA.
Pour un article plus général, voir 2002 en tennis.
Pour un article plus général, voir ATP World Tour.
Vainqueurs des tournois majeurs
Cet article rassemble les résultats des tournois de tennis masculin de la saison 2002. Celle-ci est constituée de 68 tournois répartis en plusieurs catégories :
- 63 organisés par l'ATP :
  - les Tennis Masters Series, au nombre de 9 ;
  - les International Series Gold, au nombre de 10 :
  - les International Series, au nombre de 42 ;
  - la Tennis Masters Cup qui réunit les huit meilleurs joueurs au classement ATP Race en fin de saison ;
  - la World Team Cup (compétition par équipes).
- 5 organisés par l'ITF :
  - les 4 tournois du Grand Chelem ;
  - la Coupe Davis (compétition par équipes).

La Hopman Cup est une compétition mixte (par équipes), elle est organisée par l'ITF.

## Résumé de la saison
Thomas Johansson remporte l'Open d'Australie à la surprise générale face à Marat Safin pourtant largement favori et réalise la meilleure saison de sa carrière. Il disputera le troisième match aux Masters en remplacement d'Andre Agassi. Lleyton Hewitt confirme son ascension en restant numéro 1 mondial toute l'année sans qu'un seul joueur ne lui prenne sa place. Il remporte son premier Masters Series à Indian Wells, mais aussi Wimbledon et à nouveau le Masters. Juan Carlos Ferrero poursuit son bout de chemin en remportant le Masters de Monte-Carlo et en atteignant la finale de Roland-Garros et du Masters. Marat Safin rentre à nouveau dans le top 10 et finira l'année derrière Lleyton Hewitt. Il a atteint la finale à l'Open d'Australie, les demi-finales à Roland-Garros et a remporté le Masters de Paris-Bercy. Gustavo Kuerten ne remporte qu'un titre, chez lui au Brésil et s'incline prématurément à Roland-Garros. Goran Ivanišević manque la majeure partie de la saison et dégringole à nouveau au classement ATP. Tommy Haas s'est révélé en atteignant les demi-finales à l'Open d'Australie et la finale du Masters de Rome et fut numéro 2 mondial pendant une semaine. Pete Sampras ne brille pas cette saison, sauf à Flushing Meadows où il remporte le dernier titre majeur de sa carrière contre son éternel rival, vingt-six mois après son précédent titre, à Wimbledon en 2000. Il prendra sa retraite à la suite de cette victoire. David Nalbandian s'est révélé cette année-là en atteignant la finale à Wimbledon, là où personne ne l'attendait et fut par la même occasion le premier (et le seul encore aujourd'hui) joueur argentin à atteindre la finale du prestigieux tournoi. Andre Agassi quant à lui, manquera l'Open d'Australie dont il est double tenant du titre en raison d'une blessure. Il remporta son titre le plus important sur terre battue depuis son succès à Roland-Garros en 1999 en remportant le Masters de Rome. Il fut éliminé en poule au Masters et déclara forfait pour son dernier match. Albert Costa devient le premier espagnol depuis Carlos Moyà à remporter le tournoi de Roland-Garros. Ce succès lui permit de participer au Masters.

## Nouveautés de la saison
- Exceptionnellement, le Masters ne possède pas d'épreuve de double, l'épreuve de simple déménage de Sydney à Shanghai, il se déroule toujours sur dur en intérieur.
- Dans la catégorie Tennis Masters Series :
  - Le Stuttgart (indoor) (dur (int.)) disparaît pour laisser place à Madrid (même surface) (dont la dernière édition remonte à 1994).
- Dans la catégorie International Series Gold :
  -  Stuttgart (terre (ext.)) est rétrogradé en International Series (même surface)
- Dans la catégorie International Series :
  - Bogota (terre (ext.)) disparaît.
  - Atlanta (terre (ext.)) disparaît.
  - Le Tournoi de tennis des Pays-Bas déménage d'Amsterdam à Amersfoort.

## Classements

### Évolution du top 10
| Rang | Nom                 | Points |
| ---- | ------------------- | ------ |
| 1    | Lleyton Hewitt      | 4365   |
| 2    | Gustavo Kuerten     | 3855   |
| 3    | Andre Agassi        | 3520   |
| 4    | Ievgueni Kafelnikov | 3090   |
| 5    | Juan Carlos Ferrero | 3040   |
| 6    | Sébastien Grosjean  | 2790   |
| 7    | Patrick Rafter      | 2785   |
| 8    | Tommy Haas          | 2285   |
| 9    | Tim Henman          | 2100   |
| 10   | Pete Sampras        | 1940   |

| Rang | Nom             | Points |
| ---- | --------------- | ------ |
| 1    | Jonas Björkman  | 4135   |
| 2    | Todd Woodbridge | 4070   |
| 3    | Donald Johnson  | 3990   |
| 4    | Jared Palmer    | 3810   |
| 5    | Sandon Stolle   | 3375   |
| 6    | Mahesh Bhupathi | 3365   |
| 7    | David Rikl      | 3220   |
| 8    | Jiří Novák      | 3090   |
| 9    | Leander Paes    | 2990   |
| 10   | Daniel Nestor   | 2895   |

| Rang | Nom             | Points              |      |
| ---- | --------------- | ------------------- | ---- |
| 1    | en stagnation   | Lleyton Hewitt      | 4485 |
| 2    | en augmentation | Andre Agassi        | 3395 |
| 3    | en augmentation | Marat Safin         | 2845 |
| 4    | en augmentation | Juan Carlos Ferrero | 2740 |
| 5    | en augmentation | Carlos Moyà         | 2630 |
| 6    | en augmentation | Roger Federer       | 2590 |
| 7    | en augmentation | Jiří Novák          | 2335 |
| 8    | en augmentation | Tim Henman          | 2215 |
| 9    | en augmentation | Albert Costa        | 2070 |
| 10   | en augmentation | Andy Roddick        | 2045 |

| Rang | Nom             | Points          |      |
| ---- | --------------- | --------------- | ---- |
| 1    | en augmentation | Mark Knowles    | 5680 |
| 2    | en augmentation | Daniel Nestor   | 5630 |
| 3    | en augmentation | Max Mirnyi      | 4170 |
| 4    | en augmentation | Mahesh Bhupathi | 4120 |
| 5    | en diminution   | Todd Woodbridge | 3940 |
| 6    | en diminution   | Jonas Björkman  | 3940 |
| 7    | en augmentation | Mike Bryan      | 3700 |
| 8    | en augmentation | Bob Bryan       | 3575 |
| 9    | en diminution   | Jared Palmer    | 3245 |
| 10   | en diminution   | Donald Johnson  | 3080 |

### Statistiques du top 20
| N° | Joueur              | Pays | Points | Évolution     |
| -- | ------------------- | ---- | ------ | ------------- |
| 1  | Lleyton Hewitt      |      | 4485   | en stagnation |
| 2  | Andre Agassi        |      | 3395   | +1            |
| 3  | Marat Safin         |      | 2845   | +8            |
| 4  | Juan Carlos Ferrero |      | 2740   | +1            |
| 5  | Carlos Moyà         |      | 2630   | +14           |
| 6  | Roger Federer       |      | 2590   | +7            |
| 7  | Jiří Novák          |      | 2335   | +22           |
| 8  | Tim Henman          |      | 2215   | +1            |
| 9  | Albert Costa        |      | 2070   | +31           |
| 10 | Andy Roddick        |      | 2045   | +4            |
| 11 | Tommy Haas          |      | 2020   | −3            |
| 12 | David Nalbandian    |      | 1775   | +35           |
| 13 | Pete Sampras        |      | 1735   | −3            |
| 14 | Thomas Johansson    |      | 1725   | +4            |
| 15 | Guillermo Cañas     |      | 1725   | en stagnation |
| 16 | Paradorn Srichaphan |      | 1646   | +104          |
| 17 | Sébastien Grosjean  |      | 1640   | −11           |
| 18 | Fernando González   |      | 1636   | +121          |
| 19 | Àlex Corretja       |      | 1555   | −3            |
| 20 | Sjeng Schalken      |      | 1525   | +6            |

## Palmarès
| Catégorie                 |
| ------------------------- |
| Grand Chelem              |
| Tennis Masters Cup        |
| Tennis Masters Series     |
| International Series Gold |
| International Series      |

### Simple
| No | Date       | Nom et lieu du tournoi                                        | Catégorie      | Dotation    | Surface         | Vainqueur           | Finaliste           | Score                   | [ 1 ]   |
| -- | ---------- | ------------------------------------------------------------- | -------------- | ----------- | --------------- | ------------------- | ------------------- | ----------------------- | ------- |
| 1  | 31/12/2001 | AAPT Championships, Adélaïde                                  | Int' Series    | 332 000 $   | Dur (ext.)      | Tim Henman          | Mark Philippoussis  | 6-4, 66-7, 6-3          | Tableau |
| 2  | 31/12/2001 | Tata Open, Chennai                                            | Int' Series    | 375 000 $   | Dur (ext.)      | Guillermo Cañas     | Paradorn Srichaphan | 6-4, 7-62               | Tableau |
| 3  | 31/12/2001 | Qatar ExxonMobil Open, Doha                                   | Int' Series    | 975 000 $   | Dur (ext.)      | Younès El Aynaoui   | Félix Mantilla      | 4-6, 6-2, 6-2           | Tableau |
| 4  | 07/01/2002 | Heineken Open, Auckland                                       | Int' Series    | 332 000 $   | Dur (ext.)      | Greg Rusedski       | Jérôme Golmard      | 60-7, 6-4, 7-5          | Tableau |
| 5  | 07/01/2002 | Adidas International, Sydney                                  | Int' Series    | 356 000 $   | Dur (ext.)      | Roger Federer       | Juan Ignacio Chela  | 6-3, 6-3                | Tableau |
| 6  | 14/01/2002 | Australian Open, Melbourne                                    | G. Chelem      | 3 927 210 $ | Dur (ext.)      | Thomas Johansson    | Marat Safin         | 3-6, 6-4, 6-4, 7-64     | Tableau |
| 7  | 28/01/2002 | Milan Indoor, Milan                                           | Int' Series    | 356 000 $   | Moquette (int.) | Davide Sanguinetti  | Roger Federer       | 7-62, 4-6, 6-1          | Tableau |
| 8  | 11/02/2002 | Copenhagen Open, Copenhague                                   | Int' Series    | 356 000 $   | Dur (int.)      | Lars Burgsmüller    | Olivier Rochus      | 6-3, 6-3                | Tableau |
| 9  | 11/02/2002 | Open 13, Marseille                                            | Int' Series    | 451 000 $   | Dur (int.)      | Thomas Enqvist      | Nicolas Escudé      | 64-7, 6-3, 6-1          | Tableau |
| 10 | 11/02/2002 | BellSouth Open by Rosen, Viña del Mar                         | Int' Series    | 356 000 $   | Terre (ext.)    | Fernando González   | Nicolás Lapentti    | 6-3, 65-7, 7-64         |         |
| 11 | 18/02/2002 | Copa AT&T, Buenos Aires                                       | Int' Series    | 400 000 $   | Terre (ext.)    | Nicolás Massú       | Agustín Calleri     | 2-6, 7-65, 6-2          | Tableau |
| 12 | 18/02/2002 | Kroger St. Jude, Memphis                                      | Series Gold    | 700 000 $   | Dur (int.)      | Andy Roddick        | James Blake         | 6-4, 3-6, 7-5           | Tableau |
| 13 | 18/02/2002 | ABN AMRO World Tennis Tournament, Rotterdam                   | Series Gold    | 713 000 $   | Dur (int.)      | Nicolas Escudé      | Tim Henman          | 3-6, 7-67, 6-4          | Tableau |
| 14 | 25/02/2002 | Abierto Mexicano Pegaso, Acapulco                             | Series Gold    | 700 000 $   | Terre (ext.)    | Carlos Moyà         | Fernando Meligeni   | 7-64, 7-64              | Tableau |
| 15 | 25/02/2002 | The Dubai Tennis Championships, Dubaï                         | Series Gold    | 900 000 $   | Dur (ext.)      | Fabrice Santoro     | Younès El Aynaoui   | 6-4, 3-6, 6-3           | Tableau |
| 16 | 25/02/2002 | Siebel Open, San José                                         | Int' Series    | 375 000 $   | Dur (int.)      | Lleyton Hewitt      | Andre Agassi        | 4-6, 7-66, 7-64         | Tableau |
| 17 | 04/03/2002 | International Tennis Championships Delray Beach, Delray Beach | Int' Series    | 375 000 $   | Dur (ext.)      | Davide Sanguinetti  | Andy Roddick        | 6-4, 4-6, 6-4           | Tableau |
| 18 | 04/03/2002 | Franklin Templeton Tennis Classic, Scottsdale                 | Int' Series    | 375 000 $   | Dur (ext.)      | Andre Agassi        | Joan Balcells       | 6-2, 7-62               |         |
| 19 | 11/03/2002 | Pacific Life Open, Indian Wells                               | Masters Series | 2 450 000 $ | Dur (ext.)      | Lleyton Hewitt      | Tim Henman          | 6-1, 6-2                | Tableau |
| 20 | 18/03/2002 | NASDAQ-100 Open, Miami                                        | Masters Series | 3 075 000 $ | Dur (ext.)      | Andre Agassi        | Roger Federer       | 6-3, 6-3, 3-6, 6-4      | Tableau |
| 21 | 08/04/2002 | Grand-Prix Hassan II, Casablanca                              | Int' Series    | 356 000 $   | Terre (ext.)    | Younès El Aynaoui   | Guillermo Cañas     | 3-6, 6-3, 6-2           | Tableau |
| 22 | 08/04/2002 | Estoril Open, Estoril                                         | Int' Series    | 595 000 $   | Terre (ext.)    | David Nalbandian    | Jarkko Nieminen     | 6-4, 7-65               |         |
| 23 | 15/04/2002 | Tennis Masters Series - Monte-Carlo, Monte-Carlo              | Masters Series | 2 328 000 $ | Terre (ext.)    | Juan Carlos Ferrero | Carlos Moyà         | 7-5, 6-3, 6-4           | Tableau |
| 24 | 22/04/2002 | Open Seat Godó, Barcelone                                     | Series Gold    | 955 000 $   | Terre (ext.)    | Gastón Gaudio       | Albert Costa        | 6-4, 6-0, 6-2           | Tableau |
| 25 | 22/04/2002 | US Men's Clay Court Championship, Houston                     | Int' Series    | 375 000 $   | Terre (ext.)    | Andy Roddick        | Pete Sampras        | 7-69, 6-3               | Tableau |
| 26 | 29/04/2002 | Mallorca Open, Palma de Majorque                              | Int' Series    | 356 000 $   | Terre (ext.)    | Gastón Gaudio       | Jarkko Nieminen     | 6-2, 6-3                | Tableau |
| 27 | 29/04/2002 | BMW Open, Munich                                              | Int' Series    | 356 000 $   | Terre (ext.)    | Younès El Aynaoui   | Rainer Schüttler    | 6-4, 6-4                | Tableau |
| 28 | 06/05/2002 | Tennis Masters Roma, Rome                                     | Masters Series | 2 328 000 $ | Terre (ext.)    | Andre Agassi        | Tommy Haas          | 6-3, 6-3, 6-0           | Tableau |
| 29 | 13/05/2002 | Tennis Masters Hamburg, Hambourg                              | Masters Series | 2 328 000 $ | Terre (ext.)    | Roger Federer       | Marat Safin         | 6-1, 6-3, 6-4           | Tableau |
| 30 | 20/05/2002 | International Raiffeisen Grand Prix, Sankt Pölten             | Int' Series    | 356 000 $   | Terre (ext.)    | Nicolás Lapentti    | Fernando Vicente    | 7-5, 6-4                | Tableau |
| 31 | 27/05/2002 | Roland-Garros, Paris                                          | G. Chelem      | 5 268 536 $ | Terre (ext.)    | Albert Costa        | Juan Carlos Ferrero | 6-1, 6-0, 4-6, 6-3      | Tableau |
| 32 | 10/06/2002 | Gerry Weber Open, Halle (Westf.)                              | Int' Series    | 736 000 $   | Gazon (ext.)    | Ievgueni Kafelnikov | Nicolas Kiefer      | 2-6, 6-4, 6-4           | Tableau |
| 33 | 10/06/2002 | The Stella Artois Championships, Londres                      | Int' Series    | 736 000 $   | Gazon (ext.)    | Lleyton Hewitt      | Tim Henman          | 4-6, 6-1, 6-4           |         |
| 34 | 17/06/2002 | The Samsung Open, Nottingham                                  | Int' Series    | 356 000 $   | Gazon (ext.)    | Jonas Björkman      | Wayne Arthurs       | 6-2, 65-7, 6-2          | Tableau |
| 35 | 17/06/2002 | Ordina Open, Bois-le-Duc                                      | Int' Series    | 356 000 $   | Gazon (ext.)    | Sjeng Schalken      | Arnaud Clément      | 3-6, 6-3, 6-2           | Tableau |
| 36 | 24/06/2002 | The Championships, Wimbledon                                  | G. Chelem      | 6 061 152 $ | Gazon (ext.)    | Lleyton Hewitt      | David Nalbandian    | 6-1, 6-3, 6-2           | Tableau |
| 37 | 08/07/2002 | Swedish Open, Båstad                                          | Int' Series    | 356 000 $   | Terre (ext.)    | Carlos Moyà         | Younès El Aynaoui   | 6-3, 2-6, 7-5           |         |
| 38 | 08/07/2002 | Allianz Suisse Open, Gstaad                                   | Int' Series    | 575 000 $   | Terre (ext.)    | Àlex Corretja       | Gastón Gaudio       | 6-3, 7-63, 7-63         | Tableau |
| 39 | 08/07/2002 | Miller Lite Hall of Fame Championships, Newport (RI)          | Int' Series    | 375 000 $   | Gazon (ext.)    | Taylor Dent         | James Blake         | 6-1, 4-6, 6-4           |         |
| 40 | 15/07/2002 | Energis Open, Amersfoort                                      | Int' Series    | 356 000 $   | Terre (ext.)    | Juan Ignacio Chela  | Albert Costa        | 6-1, 7-64               | Tableau |
| 41 | 15/07/2002 | Mercedes Cup, Stuttgart                                       | Int' Series    | 475 000 $   | Terre (ext.)    | Mikhail Youzhny     | Guillermo Cañas     | 6-3, 3-6, 3-6, 6-4, 6-4 | Tableau |
| 42 | 15/07/2002 | Croatia Open, Umag                                            | Int' Series    | 356 000 $   | Terre (ext.)    | Carlos Moyà         | David Ferrer        | 6-3, 6-2                | Tableau |
| 43 | 22/07/2002 | Generali Open, Kitzbühel                                      | Series Gold    | 855 000 $   | Terre (ext.)    | Àlex Corretja       | Juan Carlos Ferrero | 6-4, 6-1, 6-3           | Tableau |
| 44 | 22/07/2002 | Mercedes-Benz Cup, Los Angeles                                | Int' Series    | 375 000 $   | Dur (ext.)      | Andre Agassi        | Jan-Michael Gambill | 6-2, 6-4                | Tableau |
| 45 | 22/07/2002 | Idea Prokom Open, Sopot                                       | Int' Series    | 356 000 $   | Terre (ext.)    | José Acasuso        | Franco Squillari    | 2-6, 6-1, 6-3           | Tableau |
| 46 | 29/07/2002 | Tennis Masters Series Toronto, Toronto                        | Masters Series | 2 450 000 $ | Dur (ext.)      | Guillermo Cañas     | Andy Roddick        | 6-4, 7-5                | Tableau |
| 47 | 05/08/2002 | Western & Southern Financial Group Masters, Cincinnati        | Masters Series | 2 450 000 $ | Dur (ext.)      | Carlos Moyà         | Lleyton Hewitt      | 7-5, 7-65               | Tableau |
| 48 | 12/08/2002 | RCA Championships, Indianapolis                               | Series Gold    | 700 000 $   | Dur (ext.)      | Greg Rusedski       | Félix Mantilla      | 6-7, 6-4, 6-4           | Tableau |
| 49 | 12/08/2002 | Legg Mason Tennis Classic, Washington                         | Series Gold    | 700 000 $   | Dur (ext.)      | James Blake         | Paradorn Srichaphan | 1-6, 7-65, 6-4          | Tableau |
| 50 | 19/08/2002 | TD Waterhouse Hamlet Cup, Long Island                         | Int' Series    | 455 000 $   | Dur (ext.)      | Paradorn Srichaphan | Juan Ignacio Chela  | 5-7, 6-2, 6-2           |         |
| 51 | 26/08/2002 | US Open, Flushing Meadows                                     | G. Chelem      | 6 883 000 $ | Dur (ext.)      | Pete Sampras        | Andre Agassi        | 6-3, 6-4, 5-7, 6-4      | Tableau |
| 52 | 09/09/2002 | Open Romania, Bucarest                                        | Int' Series    | 356 000 $   | Terre (ext.)    | David Ferrer        | José Acasuso        | 6-3, 6-2                | Tableau |
| 53 | 09/09/2002 | Brasil Open, Costa do Sauípe                                  | Int' Series    | 546 000 $   | Dur (ext.)      | Gustavo Kuerten     | Guillermo Coria     | 64-7, 7-5, 7-62         | Tableau |
| 54 | 09/09/2002 | President's Cup, Tachkent                                     | Int' Series    | 525 000 $   | Dur (ext.)      | Ievgueni Kafelnikov | Vladimir Voltchkov  | 7-66, 7-5               |         |
| 55 | 23/09/2002 | Salem Open, Hong Kong                                         | Int' Series    | 375 000 $   | Dur (ext.)      | Juan Carlos Ferrero | Carlos Moyà         | 6-3, 1-6, 7-64          | Tableau |
| 56 | 23/09/2002 | Campionati Internazionali di Sicilia, Palerme                 | Int' Series    | 356 000 $   | Terre (ext.)    | Fernando González   | José Acasuso        | 5-7, 6-3, 6-1           | Tableau |
| 57 | 30/09/2002 | Kremlin Cup, Moscou                                           | Int' Series    | 975 000 $   | Moquette (int.) | Paul-Henri Mathieu  | Sjeng Schalken      | 4-6, 6-2, 6-0           | Tableau |
| 58 | 30/09/2002 | AIG Japan Open Tennis Championships, Tokyo                    | Series Gold    | 700 000 $   | Dur (ext.)      | Kenneth Carlsen     | Magnus Norman       | 7-66, 6-3               | Tableau |
| 59 | 07/10/2002 | Grand Prix de tennis de Lyon, Lyon                            | Int' Series    | 736 000 $   | Moquette (int.) | Paul-Henri Mathieu  | Gustavo Kuerten     | 4-6, 6-3, 6-1           | Tableau |
| 60 | 07/10/2002 | CA Tennis Trophy, Vienne                                      | Series Gold    | 765 000 $   | Dur (int.)      | Roger Federer       | Jiří Novák          | 6-4, 6-1, 3-6, 6-4      | Tableau |
| 61 | 14/10/2002 | Tennis Masters Madrid, Madrid                                 | Masters Series | 2 328 000 $ | Dur (int.)      | Andre Agassi        | Jiří Novák          | forfait                 | Tableau |
| 62 | 21/10/2002 | Davidoff Swiss Indoors Basel, Bâle                            | Int' Series    | 975 000 $   | Moquette (int.) | David Nalbandian    | Fernando González   | 6-4, 6-3, 6-2           | Tableau |
| 63 | 21/10/2002 | St. Petersburg Open, Saint-Pétersbourg                        | Int' Series    | 975 000 $   | Dur (int.)      | Sébastien Grosjean  | Mikhail Youzhny     | 7-5, 6-4                | Tableau |
| 64 | 21/10/2002 | If Stockholm Open, Stockholm                                  | Int' Series    | 625 000 $   | Dur (int.)      | Paradorn Srichaphan | Marcelo Ríos        | 62-7, 6-0, 6-3, 6-2     |         |
| 65 | 28/10/2002 | BNP Paribas Masters, Paris                                    | Masters Series | 2 328 000 $ | Moquette (int.) | Marat Safin         | Lleyton Hewitt      | 7-60, 6-0, 6-4          | Tableau |
| 66 | 11/11/2002 | Tennis Masters Cup, Shanghai                                  | Masters        | 3 700 000 $ | Dur (int.)      | Lleyton Hewitt      | Juan Carlos Ferrero | 7-5, 7-5, 2-6, 2-6, 6-4 | Tableau |

### Double
| No | Date       | Nom et lieu du tournoi                                       | Catégorie      | Dotation    | Surface         | Vainqueurs                          | Finalistes                              | Score               | [ 1 ]   |
| -- | ---------- | ------------------------------------------------------------ | -------------- | ----------- | --------------- | ----------------------------------- | --------------------------------------- | ------------------- | ------- |
| 1  | 31/12/2001 | AAPT Championships Adélaïde                                  | Int' Series    | 332 000 $   | Dur (ext.)      | Wayne Black Kevin Ullyett           | Bob Bryan Mike Bryan                    | 7-5, 6-2            | Tableau |
| 2  | 31/12/2001 | Tata Open Chennai                                            | Int' Series    | 375 000 $   | Dur (ext.)      | Mahesh Bhupathi Leander Paes        | Tomáš Cibulec Ota Fukárek               | 5-7, 6-2, 7-5       | Tableau |
| 3  | 31/12/2001 | Qatar ExxonMobil Open Doha                                   | Int' Series    | 975 000 $   | Dur (ext.)      | Donald Johnson Jared Palmer         | Jiří Novák David Rikl                   | 6-3, 7-65           | Tableau |
| 4  | 07/01/2002 | Heineken Open Auckland                                       | Int' Series    | 332 000 $   | Dur (ext.)      | Jonas Björkman Todd Woodbridge      | Martín García Cyril Suk                 | 7-65, 7-67          | Tableau |
| 5  | 07/01/2002 | Adidas International Sydney                                  | Int' Series    | 356 000 $   | Dur (ext.)      | Donald Johnson Jared Palmer         | Joshua Eagle Sandon Stolle              | 6-4, 6-4            | Tableau |
| 6  | 14/01/2002 | Australian Open Melbourne                                    | G. Chelem      | 3 927 210 $ | Dur (ext.)      | Mark Knowles Daniel Nestor          | Fabrice Santoro Michaël Llodra          | 7-64, 6-3           | Tableau |
| 7  | 28/01/2002 | Milan Indoor Milan                                           | Int' Series    | 356 000 $   | Moquette (int.) | Karsten Braasch Andreï Olhovskiy    | Julien Boutter Max Mirnyi               | 3-6, 7-65, [12-10]  | Tableau |
| 8  | 11/02/2002 | Copenhagen Open Copenhague                                   | Int' Series    | 356 000 $   | Dur (int.)      | Michael Kohlmann Julian Knowle      | Jiří Novák Radek Štěpánek               | 7-68, 7-5           | Tableau |
| 9  | 11/02/2002 | Open 13 Marseille                                            | Int' Series    | 451 000 $   | Dur (int.)      | Arnaud Clément Nicolas Escudé       | Julien Boutter Max Mirnyi               | 6-4, 6-3            | Tableau |
| 10 | 11/02/2002 | BellSouth Open by Rosen Viña del Mar                         | Int' Series    | 356 000 $   | Terre (ext.)    | Gastón Etlis Martín Rodríguez       | Lucas Arnold Ker Luis Lobo              | 6-3, 6-4            |         |
| 11 | 18/02/2002 | Copa AT&T Buenos Aires                                       | Int' Series    | 400 000 $   | Terre (ext.)    | Gastón Etlis Martín Rodríguez       | Simon Aspelin Andrew Kratzmann          | 3-6, 6-3, [10-4]    | Tableau |
| 12 | 18/02/2002 | Kroger St. Jude Memphis                                      | Series Gold    | 700 000 $   | Dur (int.)      | Brian MacPhie Nenad Zimonjić        | Bob Bryan Mike Bryan                    | 6-3, 3-6, [10-4]    | Tableau |
| 13 | 18/02/2002 | ABN AMRO World Tennis Tournament Rotterdam                   | Series Gold    | 713 000 $   | Dur (int.)      | Roger Federer Max Mirnyi            | Mark Knowles Daniel Nestor              | 4-6, 6-3, [10-4]    | Tableau |
| 14 | 25/02/2002 | Abierto Mexicano Pegaso Acapulco                             | Series Gold    | 700 000 $   | Terre (ext.)    | Bob Bryan Mike Bryan                | Martin Damm David Rikl                  | 6-1, 3-6, [10-2]    | Tableau |
| 15 | 25/02/2002 | The Dubai Tennis Championships Dubaï                         | Series Gold    | 900 000 $   | Dur (ext.)      | Mark Knowles Daniel Nestor          | Joshua Eagle Sandon Stolle              | 3-6, 6-3, [13-11]   | Tableau |
| 16 | 25/02/2002 | Siebel Open San José                                         | Int' Series    | 375 000 $   | Dur (int.)      | Wayne Black Kevin Ullyett           | John-Laffnie de Jager Robbie Koenig     | 6-3, 4-6, [10-5]    | Tableau |
| 17 | 04/03/2002 | International Tennis Championships Delray Beach Delray Beach | Int' Series    | 375 000 $   | Dur (ext.)      | Martin Damm Cyril Suk               | David Adams Ben Ellwood                 | 6-4, 65-7, [10-5]   | Tableau |
| 18 | 04/03/2002 | Franklin Templeton Tennis Classic Scottsdale                 | Int' Series    | 375 000 $   | Dur (ext.)      | Bob Bryan Mike Bryan                | Mark Knowles Daniel Nestor              | 7-5, 7-66           |         |
| 19 | 11/03/2002 | Pacific Life Open Indian Wells                               | Masters Series | 2 450 000 $ | Dur (ext.)      | Mark Knowles Daniel Nestor          | Roger Federer Max Mirnyi                | 6-4, 6-4            | Tableau |
| 20 | 18/03/2002 | NASDAQ-100 Open Miami                                        | Masters Series | 3 075 000 $ | Dur (ext.)      | Mark Knowles Daniel Nestor          | Donald Johnson Jared Palmer             | 6-3, 3-6, 6-1       | Tableau |
| 21 | 08/04/2002 | Grand-Prix Hassan II Casablanca                              | Int' Series    | 356 000 $   | Terre (ext.)    | Stephen Huss Myles Wakefield        | Martín García Luis Lobo                 | 6-4, 6-2            | Tableau |
| 22 | 08/04/2002 | Estoril Open Estoril                                         | Int' Series    | 595 000 $   | Terre (ext.)    | Karsten Braasch Andreï Olhovskiy    | Simon Aspelin Andrew Kratzmann          | 6-3, 6-3            |         |
| 23 | 15/04/2002 | Tennis Masters Series - Monte-Carlo Monte-Carlo              | Masters Series | 2 328 000 $ | Terre (ext.)    | Jonas Björkman Todd Woodbridge      | Paul Haarhuis Ievgueni Kafelnikov       | 6-3, 3-6, [10-7]    | Tableau |
| 24 | 22/04/2002 | Open Seat Godó Barcelone                                     | Series Gold    | 955 000 $   | Terre (ext.)    | Michael Hill Daniel Vacek           | Lucas Arnold Ker Gastón Etlis           | 6-4, 6-4            | Tableau |
| 25 | 22/04/2002 | US Men's Clay Court Championship Houston                     | Int' Series    | 375 000 $   | Terre (ext.)    | Mardy Fish Andy Roddick             | Jan-Michael Gambill Graydon Oliver      | 6-4, 6-4            | Tableau |
| 26 | 29/04/2002 | Mallorca Open Palma de Majorque                              | Int' Series    | 356 000 $   | Terre (ext.)    | Mahesh Bhupathi Leander Paes        | Michael Kohlmann Julian Knowle          | 6-2, 6-4            | Tableau |
| 27 | 29/04/2002 | BMW Open Munich                                              | Int' Series    | 356 000 $   | Terre (ext.)    | Petr Luxa Radek Štěpánek            | Petr Pála Pavel Vízner                  | 6-0, 64-7, [11-9]   | Tableau |
| 28 | 06/05/2002 | Tennis Masters Roma Rome                                     | Masters Series | 2 328 000 $ | Terre (ext.)    | Martin Damm Cyril Suk               | Wayne Black Kevin Ullyett               | 7-5, 7-5            | Tableau |
| 29 | 13/05/2002 | Tennis Masters Hamburg Hambourg                              | Masters Series | 2 328 000 $ | Terre (ext.)    | Mahesh Bhupathi Jan-Michael Gambill | Jonas Björkman Todd Woodbridge          | 6-2, 6-4            | Tableau |
| 30 | 20/05/2002 | International Raiffeisen Grand Prix Sankt Pölten             | Int' Series    | 356 000 $   | Terre (ext.)    | Petr Pála David Rikl                | Mike Bryan Michael Hill                 | 7-5, 6-4            | Tableau |
| 31 | 27/05/2002 | Roland-Garros Paris                                          | G. Chelem      | 5 268 536 $ | Terre (ext.)    | Paul Haarhuis Ievgueni Kafelnikov   | Mark Knowles Daniel Nestor              | 7-5, 6-4            | Tableau |
| 32 | 09/06/2003 | Gerry Weber Open Halle (Westf.)                              | Int' Series    | 736 000 $   | Gazon (ext.)    | David Prinosil David Rikl           | Jonas Björkman Todd Woodbridge          | 4-6, 7-65, 7-5      | Tableau |
| 33 | 10/06/2002 | The Stella Artois Championships Londres                      | Int' Series    | 736 000 $   | Gazon (ext.)    | Wayne Black Kevin Ullyett           | Mahesh Bhupathi Max Mirnyi              | 7-5, 6-3            |         |
| 34 | 17/06/2002 | The Samsung Open Nottingham                                  | Int' Series    | 356 000 $   | Gazon (ext.)    | Mike Bryan Mark Knowles             | Donald Johnson Jared Palmer             | 0-6, 7-63, 6-4      | Tableau |
| 35 | 17/06/2002 | Ordina Open Bois-le-Duc                                      | Int' Series    | 356 000 $   | Gazon (ext.)    | Martin Damm Cyril Suk               | Paul Haarhuis Brian MacPhie             | 7-66, 66-7, 6-4     | Tableau |
| 36 | 24/06/2002 | The Championships Wimbledon                                  | G. Chelem      | 6 061 152 $ | Gazon (ext.)    | Jonas Björkman Todd Woodbridge      | Mark Knowles Daniel Nestor              | 6-1, 6-2, 66-7, 7-5 | Tableau |
| 37 | 08/07/2002 | Swedish Open Båstad                                          | Int' Series    | 356 000 $   | Terre (ext.)    | Jonas Björkman Todd Woodbridge      | Paul Hanley Michael Hill                | 7-66, 6-4           |         |
| 38 | 08/07/2002 | Allianz Suisse Open Gstaad                                   | Int' Series    | 575 000 $   | Terre (ext.)    | Joshua Eagle David Rikl             | Massimo Bertolini Cristian Brandi       | 7-65, 6-4           | Tableau |
| 39 | 08/07/2002 | Miller Lite Hall of Fame Championships Newport (RI)          | Int' Series    | 375 000 $   | Gazon (ext.)    | Bob Bryan Mike Bryan                | Jürgen Melzer Alexander Popp            | 7-5, 6-3            |         |
| 40 | 15/07/2002 | Energis Open Amersfoort                                      | Int' Series    | 356 000 $   | Terre (ext.)    | Jeff Coetzee Chris Haggard          | André Sá Alexandre Simoni               | 7-61, 6-3           | Tableau |
| 41 | 15/07/2002 | Mercedes Cup Stuttgart                                       | Int' Series    | 475 000 $   | Terre (ext.)    | Joshua Eagle David Rikl             | David Adams Gastón Etlis                | 6-3, 6-4            | Tableau |
| 42 | 15/07/2002 | Croatia Open Umag                                            | Int' Series    | 356 000 $   | Terre (ext.)    | František Čermák Julian Knowle      | Albert Portas Fernando Vicente          | 6-4, 6-4            | Tableau |
| 43 | 22/07/2002 | Generali Open Kitzbühel                                      | Series Gold    | 855 000 $   | Terre (ext.)    | Robbie Koenig Thomas Shimada        | Lucas Arnold Ker Àlex Corretja          | 7-63, 6-4           | Tableau |
| 44 | 22/07/2002 | Mercedes-Benz Cup Los Angeles                                | Int' Series    | 375 000 $   | Dur (ext.)      | Sébastien Grosjean Nicolas Kiefer   | Justin Gimelstob Michaël Llodra         | 6-4, 6-4            | Tableau |
| 45 | 22/07/2002 | Idea Prokom Open Sopot                                       | Int' Series    | 356 000 $   | Terre (ext.)    | František Čermák Leoš Friedl        | Jeff Coetzee Nathan Healey              | 7-5, 7-5            | Tableau |
| 46 | 29/07/2002 | Tennis Masters Series Toronto Toronto                        | Masters Series | 2 450 000 $ | Dur (ext.)      | Bob Bryan Mike Bryan                | Mark Knowles Daniel Nestor              | 4-6, 7-61, 6-3      | Tableau |
| 47 | 05/08/2002 | Western & Southern Financial Group Masters Cincinnati        | Masters Series | 2 450 000 $ | Dur (ext.)      | James Blake Todd Martin             | Mahesh Bhupathi Max Mirnyi              | 7-5, 6-3            | Tableau |
| 48 | 12/08/2002 | RCA Championships Indianapolis                               | Series Gold    | 700 000 $   | Dur (ext.)      | Mark Knowles Daniel Nestor          | Mahesh Bhupathi Max Mirnyi              | 7-64, 65-7, 6-4     | Tableau |
| 49 | 12/08/2002 | Legg Mason Tennis Classic Washington                         | Series Gold    | 700 000 $   | Dur (ext.)      | Wayne Black Kevin Ullyett           | Bob Bryan Mike Bryan                    | 3-6, 6-3, 7-5       | Tableau |
| 50 | 19/08/2002 | TD Waterhouse Hamlet Cup Long Island                         | Int' Series    | 455 000 $   | Dur (ext.)      | Mahesh Bhupathi Mike Bryan          | Petr Pála Pavel Vízner                  | 6-3, 6-4            |         |
| 51 | 26/08/2002 | US Open Flushing Meadows                                     | G. Chelem      | 6 883 000 $ | Dur (ext.)      | Mahesh Bhupathi Max Mirnyi          | Jiří Novák Radek Štěpánek               | 6-3, 3-6, 6-4       | Tableau |
| 52 | 09/09/2002 | Open Romania Bucarest                                        | Int' Series    | 356 000 $   | Terre (ext.)    | Jens Knippschild Peter Nyborg       | Emilio Benfele Álvarez Andrés Schneiter | 6-3, 6-3            | Tableau |
| 53 | 09/09/2002 | Brasil Open Costa do Sauípe                                  | Int' Series    | 546 000 $   | Dur (ext.)      | Scott Humphries Mark Merklein       | Gustavo Kuerten André Sá                | 6-3, 7-61           | Tableau |
| 54 | 09/09/2002 | President's Cup Tachkent                                     | Int' Series    | 525 000 $   | Dur (ext.)      | David Adams Robbie Koenig           | Raemon Sluiter Martin Verkerk           | 6-2, 7-5            |         |
| 55 | 23/09/2002 | Salem Open Hong Kong                                         | Int' Series    | 375 000 $   | Dur (ext.)      | Jan-Michael Gambill Graydon Oliver  | Wayne Arthurs Andrew Kratzmann          | 62-7, 6-4, 7-64     | Tableau |
| 56 | 23/09/2002 | Campionati Internazionali di Sicilia Palerme                 | Int' Series    | 356 000 $   | Terre (ext.)    | Lucas Arnold Ker Luis Lobo          | František Čermák Leoš Friedl            | 6-4, 4-6, 6-2       | Tableau |
| 57 | 30/09/2002 | Kremlin Cup Moscou                                           | Int' Series    | 975 000 $   | Moquette (int.) | Roger Federer Max Mirnyi            | Joshua Eagle Sandon Stolle              | 4-6, 6-2, 6-0       | Tableau |
| 58 | 30/09/2002 | AIG Japan Open Tennis Championships Tokyo                    | Series Gold    | 700 000 $   | Dur (ext.)      | Jeff Coetzee Chris Haggard          | Jan-Michael Gambill Graydon Oliver      | 7-64, 6-4           | Tableau |
| 59 | 07/10/2002 | Grand Prix de tennis de Lyon Lyon                            | Int' Series    | 736 000 $   | Moquette (int.) | Wayne Black Kevin Ullyett           | Mark Knowles Daniel Nestor              | 6-4, 3-6, 7-63      | Tableau |
| 60 | 07/10/2002 | CA Tennis Trophy Vienne                                      | Series Gold    | 765 000 $   | Dur (int.)      | Joshua Eagle Sandon Stolle          | Jiří Novák Radek Štěpánek               | 6-4, 6-3            | Tableau |
| 61 | 14/10/2002 | Tennis Masters Madrid Madrid                                 | Masters Series | 2 328 000 $ | Dur (int.)      | Mark Knowles Daniel Nestor          | Mahesh Bhupathi Max Mirnyi              | 6-3, 7-5, 6-0       | Tableau |
| 62 | 21/10/2002 | Davidoff Swiss Indoors Basel Bâle                            | Int' Series    | 975 000 $   | Moquette (int.) | Bob Bryan Mike Bryan                | Mark Knowles Daniel Nestor              | 7-61, 7-5           | Tableau |
| 63 | 21/10/2002 | St. Petersburg Open Saint-Pétersbourg                        | Int' Series    | 975 000 $   | Dur (int.)      | David Adams Jared Palmer            | Irakli Labadze Marat Safin              | 7-68, 6-3           | Tableau |
| 64 | 21/10/2002 | If Stockholm Open Stockholm                                  | Int' Series    | 625 000 $   | Dur (int.)      | Wayne Black Kevin Ullyett           | Wayne Arthurs Paul Hanley               | 6-4, 2-6, 7-64      |         |
| 65 | 28/10/2002 | BNP Paribas Masters Paris                                    | Masters Series | 2 328 000 $ | Moquette (int.) | Nicolas Escudé Fabrice Santoro      | Gustavo Kuerten Cédric Pioline          | 6-3, 7-66           | Tableau |
| 66 | 11/11/2002 | Tennis Masters Cup Shanghai                                  | Masters        | NC $        | NC              | Tournoi de double non disputé       |                                         | -                   | Tableau |

### Double mixte
| No | Date       | Nom et lieu du tournoi      | Catégorie | Dotation    | Surface      | Vainqueurs                        | Finalistes                       | Score         |         |
| -- | ---------- | --------------------------- | --------- | ----------- | ------------ | --------------------------------- | -------------------------------- | ------------- | ------- |
| 1  | 14/01/2002 | Australian Open Melbourne   | G. Chelem | 3 927 210 $ | Dur (ext.)   | Daniela Hantuchová Kevin Ullyett  | Paola Suárez Gastón Etlis        | 6-3, 6-2      | Tableau |
| 2  | 27/05/2002 | Roland-Garros Paris         | G. Chelem | 5 268 536 $ | Terre (ext.) | Cara Black Wayne Black            | Elena Bovina Mark Knowles        | 6-3, 6-3      | Tableau |
| 3  | 24/06/2002 | The Championships Wimbledon | G. Chelem | 6 061 152 $ | Gazon (ext.) | Elena Likhovtseva Mahesh Bhupathi | Daniela Hantuchová Kevin Ullyett | 6-2, 1-6, 6-1 | Tableau |
| 4  | 26/08/2002 | US Open Flushing Meadows    | G. Chelem | 6 883 000 $ | Dur (ext.)   | Lisa Raymond Mike Bryan           | Katarina Srebotnik Bob Bryan     | 7-69, 7-61    | Tableau |

### Compétitions par équipes
| | France | 2                                 | -  | 3 | Russie |   |   |
| --- | ------ | --------------------------------- | -- | - | ------ | - | - |
| Palais omnisports de Paris-Bercy, Paris, France |        |                                   |    |   |        |   |   |
| du 29 au 1er décembre 2002 sur terre battue (int.) |        |                                   |    |   |        |   |   |
| \| 1 \| \| Paul-Henri Mathieu \| 4 \| 6 \| 1 \| 4 \| \| \| 1 \| \| Marat Safin \| 6 \| 3 \| 6 \| 6 \| \| \| 2 \| \| Sébastien Grosjean \| 7 \| 6 \| 6 \| \| \| \| 2 \| \| Ievgueni Kafelnikov \| 63 \| 3 \| 0 \| \| \| \| 3 \| \| N. Escudé - F. Santoro \| 6 \| 3 \| 5 \| 6 \| 6 \| \| 3 \| \| Marat Safin - Ievgueni Kafelnikov \| 3 \| 6 \| 7 \| 3 \| 4 \| \| \| \| \| \| \| \| \| \| \| 4 \| \| Sébastien Grosjean \| 3 \| 2 \| 69 \| \| \| \| 4 \| \| Marat Safin \| 6 \| 6 \| 7 \| \| \| \| \| \| \| \| \| \| \| \| \| 5 \| \| Paul-Henri Mathieu \| 6 \| 6 \| 3 \| 5 \| 4 \| \| 5 \| \| Mikhail Youzhny \| 3 \| 2 \| 6 \| 7 \| 6 \| \| \| \| \| \| \| \| \| \| |        |                                   |    |   |        |   |   |
| 1 |        | Paul-Henri Mathieu                | 4  | 6 | 1      | 4 |   |
| 1 |        | Marat Safin                       | 6  | 3 | 6      | 6 |   |
| 2 |        | Sébastien Grosjean                | 7  | 6 | 6      |   |   |
| 2 |        | Ievgueni Kafelnikov               | 63 | 3 | 0      |   |   |
| 3 |        | N. Escudé - F. Santoro            | 6  | 3 | 5      | 6 | 6 |
| 3 |        | Marat Safin - Ievgueni Kafelnikov | 3  | 6 | 7      | 3 | 4 |
| |        |                                   |    |   |        |   |   |
| 4 |        | Sébastien Grosjean                | 3  | 2 | 69     |   |   |
| 4 |        | Marat Safin                       | 6  | 6 | 7      |   |   |
| |        |                                   |    |   |        |   |   |
| 5 |        | Paul-Henri Mathieu                | 6  | 6 | 3      | 5 | 4 |
| 5 |        | Mikhail Youzhny                   | 3  | 2 | 6      | 7 | 6 |
| |        |                                   |    |   |        |   |   |

| 1 |  | Paul-Henri Mathieu                | 4  | 6 | 1  | 4 |   |
| 1 |  | Marat Safin                       | 6  | 3 | 6  | 6 |   |
| 2 |  | Sébastien Grosjean                | 7  | 6 | 6  |   |   |
| 2 |  | Ievgueni Kafelnikov               | 63 | 3 | 0  |   |   |
| 3 |  | N. Escudé - F. Santoro            | 6  | 3 | 5  | 6 | 6 |
| 3 |  | Marat Safin - Ievgueni Kafelnikov | 3  | 6 | 7  | 3 | 4 |
|   |  |                                   |    |   |    |   |   |
| 4 |  | Sébastien Grosjean                | 3  | 2 | 69 |   |   |
| 4 |  | Marat Safin                       | 6  | 6 | 7  |   |   |
|   |  |                                   |    |   |    |   |   |
| 5 |  | Paul-Henri Mathieu                | 6  | 6 | 3  | 5 | 4 |
| 5 |  | Mikhail Youzhny                   | 3  | 2 | 6  | 7 | 6 |
|   |  |                                   |    |   |    |   |   |

|  | Équipe 1 | Score | Équipe 2   |  |
|  | Espagne  | 2 – 1 | États-Unis |  |

| Ordre des matchs | Joueurs                                 | Points au premier set | Points au second set | Points au troisième set |
| ---------------- | --------------------------------------- | --------------------- | -------------------- | ----------------------- |
| 1                | Arantxa Sánchez Vicario                 | 1                     | 6                    |                         |
| 1                | Monica Seles                            | 6                     | 7                    |                         |
|                  |                                         |                       |                      |                         |
| 2                | Tommy Robredo                           | 6                     | 2                    | 7                       |
| 2                | Jan-Michael Gambill                     | 3                     | 6                    | 62                      |
|                  |                                         |                       |                      |                         |
| 3                | Arantxa Sánchez Vicario - Tommy Robredo | 6                     | 6                    |                         |
| 3                | Monica Seles - Jan-Michael Gambill      | 4                     | 2                    |                         |

|  | Équipe 1  | Score | Équipe 2 |  |
|  | Argentine | 3 – 0 | Russie   |  |

| Ordre des matchs | Joueurs                                | Points au premier set | Points au second set | Points au troisième set |
| ---------------- | -------------------------------------- | --------------------- | -------------------- | ----------------------- |
| 1                | José Acasuso                           | 2                     | 6                    | 3                       |
| 1                | Marat Safin                            | 6                     | 3                    | 0ab.                    |
|                  |                                        |                       |                      |                         |
| 2                | Guillermo Cañas                        | 6                     | 6                    |                         |
| 2                | Ievgueni Kafelnikov                    | 4                     | 2                    |                         |
|                  |                                        |                       |                      |                         |
| 3 (sans enjeu)   | Lucas Arnold Ker - Gastón Etlis        | 6                     | 6                    |                         |
| 3 (sans enjeu)   | Andreï Cherkasov - Ievgueni Kafelnikov | 4                     | 1                    |                         |

## Informations statistiques
Les tournois sont listés par ordre chronologique.

### En simple
| Joueur              | Nombre | Titre(s)                                             |
| Lleyton Hewitt      | 5      | San José, Indian Wells, Queen's, Wimbledon & Masters |
| Andre Agassi        | 5      | Scottsdale, Miami, Rome, Los Angeles & Madrid        |
| Carlos Moyà         | 4      | Acapulco, Båstad, Umag & Cincinnati                  |
| Roger Federer       | 3      | Sydney, Hambourg & Vienne                            |
| Younès El Aynaoui   | 3      | Doha, Casablanca & Munich                            |
| Guillermo Cañas     | 2      | Chennai & Toronto                                    |
| Juan Carlos Ferrero | 2      | Monte-Carlo & Hong Kong                              |
| David Nalbandian    | 2      | Estoril & Bâle                                       |
| Gastón Gaudio       | 2      | Barcelone & Majorque                                 |
| Andy Roddick        | 2      | Memphis & Houston                                    |
| Àlex Corretja       | 2      | Gstaad & Kitzbühel                                   |
| Greg Rusedski       | 2      | Auckland & Indianapolis                              |
| Fernando González   | 2      | Viña del Mar & Palerme                               |
| Paul-Henri Mathieu  | 2      | Moscou & Lyon                                        |
| Davide Sanguinetti  | 2      | Milan & Delray Beach                                 |
| Ievgueni Kafelnikov | 2      | Halle & Tachkent                                     |
| Paradorn Srichaphan | 2      | Long Island & Stockholm                              |
| Thomas Johansson    | 1      | Open d'Australie                                     |
| Pete Sampras        | 1      | US Open                                              |
| Albert Costa        | 1      | Roland Garros                                        |
| Marat Safin         | 1      | Paris-Bercy                                          |
| Kenneth Carlsen     | 1      | Tokyo                                                |
| Lars Burgsmüller    | 1      | Copenhague                                           |
| José Acasuso        | 1      | Sopot                                                |
| Juan Ignacio Chela  | 1      | Amersfoort                                           |
| Gustavo Kuerten     | 1      | Costa do Sauípe                                      |
| Nicolás Massú       | 1      | Buenos Aires                                         |
| Nicolás Lapentti    | 1      | Sankt Pölten                                         |
| David Ferrer        | 1      | Bucarest                                             |
| James Blake         | 1      | Washington                                           |
| Taylor Dent         | 1      | Newport                                              |
| Fabrice Santoro     | 1      | Dubaï                                                |
| Nicolas Escudé      | 1      | Rotterdam                                            |
| Sébastien Grosjean  | 1      | Saint-Pétersbourg                                    |
| Sjeng Schalken      | 1      | Bois-le-Duc                                          |
| Tim Henman          | 1      | Adélaïde                                             |
| Mikhail Youzhny     | 1      | Stuttgart                                            |
| Jonas Björkman      | 1      | Nottingham                                           |
| Thomas Enqvist      | 1      | Marseille                                            |

| Joueur              | Début de carrière | Premier titre |
| David Ferrer        | 2000              | Bucarest      |
| David Nalbandian    | 2000              | Estoril       |
| Paul-Henri Mathieu  | 1999              | Moscou        |
| Mikhail Youzhny     | 1999              | Stuttgart     |
| James Blake         | 1999              | Washington    |
| José Acasuso        | 1999              | Sopot         |
| Taylor Dent         | 1998              | Newport       |
| Paradorn Srichaphan | 1997              | Long Island   |
| Nicolás Massú       | 1997              | Buenos Aires  |
| Gastón Gaudio       | 1996              | Barcelone     |
| Kenneth Carlsen     | 1993              | Tokyo         |
| Davide Sanguinetti  | 1993              | Milan         |

### En double
| Joueur                         | Nombre | Titre(s)                                                                        |
| Mike Bryan                     | 7      | Acapulco, Scottsdale, Nottingham, Newport, Toronto, Long Island & Bâle          |
| Mark Knowles                   | 7      | Open d'Australie, Dubaï, Indian Wells, Miami, Nottingham, Indianapolis & Madrid |
| Daniel Nestor                  | 6      | Open d'Australie, Dubaï, Indian Wells, Miami, Indianapolis & Madrid             |
| Wayne Black Kevin Ullyett      | 6      | Adélaïde, San José, Queen's, Washington, Lyon & Stockholm                       |
| Mahesh Bhupathi                | 5      | Chennai, Majorque, Hambourg, Long Island & US Open                              |
| Bob Bryan                      | 5      | Acapulco, Scottsdale, Newport, Toronto & Bâle                                   |
| Jonas Björkman Todd Woodbridge | 4      | Auckland, Monte-Carlo, Wimbledon & Båstad                                       |
| David Rikl                     | 4      | Sankt Pölten, Halle, Gstaad & Stuttgart                                         |
| Max Mirnyi                     | 3      | Rotterdam, US Open & Moscou                                                     |
| Joshua Eagle                   | 3      | Gstaad, Stuttgart & Vienne                                                      |
| Jared Palmer                   | 3      | Doha, Sydney & Saint-Pétersbourg                                                |
| Martin Damm Cyril Suk          | 3      | Delray Beach, Rome & Bois-le-Duc                                                |
| Nicolas Escudé                 | 2      | Marseille & Paris-Bercy                                                         |
| Roger Federer                  | 2      | Rotterdam & Moscou                                                              |
| Robbie Koenig                  | 2      | Kitzbühel & Tachkent                                                            |
| Jeff Coetzee Chris Haggard     | 2      | Amersfoort & Tokyo                                                              |
| David Adams                    | 2      | Tachkent & Saint-Pétersbourg                                                    |
| Julian Knowle                  | 2      | Copenhague & Umag                                                               |
| Gastón Etlis Martín Rodríguez  | 2      | Viña del Mar & Buenos Aires                                                     |
| Donald Johnson                 | 2      | Doha & Sydney                                                                   |
| Jan-Michael Gambill            | 2      | Hambourg & Hong Kong                                                            |
| Leander Paes                   | 2      | Chennai & Majorque                                                              |
| František Čermák               | 2      | Umag & Sopot                                                                    |

| Joueur           | Début de carrière | Premier titre |
| Graydon Oliver   | 2002              | Hong Kong     |
| Mardy Fish       | 2000              | Houston       |
| Stephen Huss     | 2000              | Casablanca    |
| James Blake      | 1999              | Cincinnati    |
| František Čermák | 1998              | Umag          |
| Jeff Coetzee     | 1996              | Amersfoort    |
| Nicolas Escudé   | 1995              | Marseille     |
| Michael Kohlmann | 1995              | Copenhague    |
| Myles Wakefield  | 1995              | Casablanca    |
| Gastón Etlis     | 1993              | Viña del Mar  |
| Robbie Koenig    | 1992              | Kitzbühel     |
| Julian Knowle    | 1992              | Copenhague    |
| Martín Rodríguez | 1991              | Viña del Mar  |